# Геноцид над Србима у Другом свјетском рату
Други свјетски рат у Југославији је био сукоб у оквиру Другог свјетског рата на територији Краљевине Југославије који је трајао од 6. априла 1941. до 25. маја 1945. Рат је почео 6. априла 1941. нападом сила Осовине на Југославију која је након краткотрајног Априлског рата поражена и подељена између Немачке, Италије, Мађарске, Бугарске и клијентских режима. Рат је највећим делом био герилски, а водили су га четници (ЈВуО) и партизани (НОВЈ) предвођени комунистима (КПЈ) против окупаторских снага и њихових марионетских режима, као што су Независна Држава Хрватска (НДХ) са усташким режимом, и Влада народног спаса на територији окупиране Србије. Истовремено рат је био и револуција и грађански рат између комунистичког партизанског, и ројалистичког четничког покрета.
Убрзо након што је Немачка напала СССР 22. јуна 1941, републикански југословенски партизани предвођени комунистима, по наређењу из Москве, су покренули герилски ослободилачки рат борећи се против снага Осовине и њихових локално успостављених марионетских режима, укључујући Осовину-савезничку Независну Државу Хрватску (НДХ) и Владу народног спаса на територији Србије под немачком окупацијом. Ово је названо Народноослободилачки рат и социјалистичка револуција.
Број Срба које су усташе прогониле био је веома велики, али тачан обим је предмет многих дебата и процене се веома разликују. Јад Вашем процењује да је преко 500.000 убијених, 250.000 протераних и 200.000 присилно преобраћених у католичанство. Процена Меморијалног музеја холокауста Сједињених Држава је да су усташке власти у периоду усташке владавине убиле између 320.000 и 340.000 етничких Срба у Хрватској и Босни, од чега је између 45.000 и 52.000 убијено у концентрационом логору Јасеновац.
Током Другог свјетског рата извршен је геноцид над српским становништвом, у коме је између 900.000 и 1.200.000 Срба убијено на подручју НДХ и остатка окупиране Југославије. Службени извјештај Демократске Федеративне Југославије (ДФЈ), касније Федералне Народне Републике Југославије (ФНРЈ), објављен 26. маја 1945, наводи да је укупан број жртава рата (људи свих националности, убијени или умрли као посљедица рата) износи 1.685.000. Касније, Државна комисија задужена за утврђивање ратних злочина на простору Југославије утврђује да је број жртава рата 1.706.000.
Данас, 22. априла, на годишњицу пробоја логораша у Јасеновцу, Србија обележава празник Дан сећања на жртве холокауста, геноцида и других жртава фашизма у Другом светском рату.

## Историјска позадина
Пре избијања рата, влада Милана Стојадиновића (1935—1939) покушавала је да се креће између сила Осовине и империјалних сила тражећи неутрални статус, потписивањем уговора о ненападању са Италијом и проширењем уговора о пријатељству са Француском. У исто време, земља је била дестабилизована унутрашњим тензијама, пошто су хрватски лидери захтевали већи ниво аутономије. Стојадиновића је 1939. отпустио регент кнез Павле, а на његово место дошао је Драгиша Цветковић, који је 1939. договорио компромис са хрватским вођом Влатком Мачеком, што је резултирало формирањем Бановине Хрватске.
Међутим, уместо да смањи тензије, споразум је само појачао кризу у управљању земљом. Групе са обе стране политичког спектра нису биле задовољне: профашистичке усташе су тражиле независну Хрватску у савезу са Осовином, српска јавност и војни кругови преферирали су савез са западноевропским царствима, док је тада забрањена Комунистичка партија Југославије видела Совјетски Савез као природног савезника.
Након пада Француске под нацистичку Немачку у мају 1940, Британија је била једина сила у сукобу са Немачком и Италијом (од 10. јуна 1941), а југословенски регент кнез Павле и његова влада нису видели другог начина да спасу Краљевину Југославију осим кроз усвајање политике прилагођавања силама Осовине. Иако немачки лидер Адолф Хитлер није био посебно заинтересован за стварање другог фронта на Балкану, а сама Југославија је остала у миру током прве године рата, Италија Бенита Мусолинија је извршила инвазију на Албанију у априлу 1939. и покренула прилично неуспешан итало-грчки рат октобра 1940.
Ови догађаји су резултирали географском изолацијом Југославије од потенцијалне савезничке подршке. Влада је покушала да преговара са Осовином о сарадњи са што мање уступака, док је покушавала да води тајне преговоре са Савезницима и Совјетским Савезом, али ти потези нису успели да држе земљу ван рата. Тајна мисија у САД, коју је предводио утицајни српско-јеврејски капетан Давид Албала у циљу добијања средстава за куповину оружја за очекивану инвазију, није прошла нигде, док је совјетски лидер Јосиф Стаљин протерао југословенског амбасадора Милана Гавриловића само месец дана након што је пристао на уговор о пријатељству са Југославијом.

### 1941. година
Пошто је стално падала у орбиту Осовине током 1940. након догађаја као што је Друга бечка награда, Југославија је следила Бугарску и формално се придружила Тројном пакту 25. марта 1941. Високи официри српског ваздухопловства који су се противили том потезу извели су државни удар и преузели власт наредних дана. На ове догађаје у Берлину се гледало са запрепашћењем, а како се Њемачка ионако спремала да помогне свом италијанском савезнику у рату против Грчке, планови су модификовани тако да се укључи и Југославија.

#### Инвазија Осовине и распарчавање Југославије
Дана 6. априла 1941. Краљевину Југославију су напале са свих страна — Немачка, Италија и њихова савезница Мађарска. Београд је бомбардовала немачка авијација (Луфтвафе). Рат, познат у постјугословенским државама као Априлски рат, трајао је нешто више од десет дана, окончавши се безусловном предајом Краљевске југословенске војске 17. априла. Осим што је била безнадежно лоше опремљена у поређењу са немачком војском (Хеер), југословенска војска је покушала да одбрани све границе, што је била тактика која је резултирала раширењем оскудних ресурса на располагању. Поред тога, велики број становништва одбијао је да се бори, уместо тога поздрављајући Немце као ослободиоце од владиног угњетавања. Како је то значило да ће се свака појединачна етничка група окренути покретима супротстављеним јединству које је промовисала југословенска држава, појавила су се два различита концепта отпора против Осовине: ројалистички четници и партизани предвођени комунистима.
Када је напад завршен, око 4.000 становника је лежало мртво испод рушевина. Овим ударом су практично уништена сва средства везе између југословенске врховне команде и снага на терену, иако је већина елемената Генералштаба успела да побегне у једно од предграђа.
Услови предаје били су изузетно строги, пошто је Осовина наставила да распарчава Југославију. Немачка је анектирала северну Словенију, задржавајући директну окупацију над крњом српском државом. Немачка је такође имала значајан утицај на Независну Државу Хрватску (НДХ) проглашену 10. априла, која се простирала на већем делу данашње Хрватске и садржала целу модерну Босну и Херцеговину, упркос чињеници да су Римски уговори склопљени између НДХ и Италије 18. маја предвиђали да НДХ постане ефективни протекторат Италије. Мусолинијева Италија је добила остатак Словеније, Косово, приобална и унутрашња подручја Хрватског приморја и велике делове приобалне Далмације (заједно са скоро свим јадранским острвима и Бококоторским заливом). Такође је стекао контролу над италијанском губернијом Црном Гором и добио је краљевску власт у Независној Држави Хрватској, иако је имао мало стварне моћи у њој; иако је (поред Немачке) задржала де факто зону утицаја у границама НДХ. Мађарска је послала Угарску Трећу армију да окупира Војводину у северној Србији, а касније је насилно припојила делове Барање, Бачке, Међимурја и Прекомурја.
Бугарска војска је ушла 19. априла 1941. године, заузевши скоро целу данашњу Северну Македонију и неке области источне Србије које је, са грчком западном Тракијом и источном Македонијом (Егејска провинција), 14. маја припојила Бугарска.
Владу у егзилу сада су признале само савезничке силе. Осовине су признале територијалне аквизиције својих савезничких држава.

#### Почетак пружања отпора
Од почетка, југословенске снаге отпора састојале су се од две фракције: партизана, покрета предвођеног комунистима који пропагира пањугословенску толеранцију („братство и јединство“) и укључује републиканске, левичарске и либералне елементе југословенске политике, с једне стране, и четници, конзервативна ројалистичка и националистичка снага, која ужива подршку готово искључиво српског становништва у окупираној Југославији, с друге стране. Од почетка па до 1943. године, четници, који су се борили у име лондонске југословенске владе у егзилу краља Петра II, уживали су признање и подршку западних савезника, док је партизане подржавао Совјетски Савез.
Партизанске снаге су на самом почетку биле релативно мале, слабо наоружане и без икакве инфраструктуре. Али они су имали две велике предности у односу на друге војне и паравојне формације у бившој Југославији: прва и најнепосреднија предност је био мали, али вредан кадар ветерана Шпанског грађанског рата. За разлику од неких других војних и паравојних формација, ови ветерани су имали искуства са модерним ратом који се водио у околностима које су биле прилично сличне онима у Југославији из Другог светског рата. У Словенији су партизани такође користили искусне припаднике ТИГР-а за обуку трупа. Њихова друга велика предност, која је постала очигледнија у каснијим фазама рата, била је у томе што су партизани били засновани на комунистичкој идеологији, а не на етничкој припадности. Дакле, они су добили подршку која је прелазила националне границе, што значи да су могли да очекују барем неки ниво подршке у скоро сваком углу земље, за разлику од других паравојних формација ограничених на територије са хрватском или српском већином. Ово је омогућило њиховим јединицама да буду мобилније и да попуне своје редове већим бројем потенцијалних регрута.
Најбројнија домаћа снага, осим четири пјешадијске дивизије другог реда њемачког Вермахта, распоређене на окупационе дужности, било је Хрватско домобранство основано априла 1941. године, неколико дана након оснивања НДХ. Снаге су формиране уз овлашћење њемачких власти. Задатак нових хрватских оружаних снага био је да бране нову државу од страних и домаћих непријатеља. Формирано је и неколико пуковнија усташке милиције, које су деловале под посебном командном структуром у односу на Хрватско домобранство и независно од њега, све до касне 1944. Домобранство је сломило српску побуну у источној Херцеговини јуна 1941, а ратовали су у источној и западној Босни. Поново су се борили у источној Херцеговини, када су хрватско-далматински и славонски батаљони појачали локалне јединице.
Четнички покрет (званично Југословенска војска у отаџбини, ЈВуО) организован је након предаје Краљевске југословенске војске од стране неких преосталих југословенских војника. Ове снаге су биле организоване у Равногорском округу западне Србије под командом пуковника Драже Михаиловића средином маја 1941. Међутим, за разлику од партизана, Михаиловићеве снаге су биле готово у потпуности српске националности. Партизани и четници су покушали да сарађују рано током сукоба и четници су били активни у устанку у Србији, али се то касније распало. После безуспешних преговора, четнички вођа, генерал Михаиловић, окренуо се против партизана као свог главног непријатеља. Према његовим речима, разлог је био хуманитарни: спречавање немачких репресалија над Србима. То, међутим, није зауставило деловање партизанског отпора, па су четничке јединице у новембру 1941. напале партизане, при чему су се све више снабдевале и у томе сарађивале са Немцима и Италијанима. Британска веза са Михаиловићем саветовала је Лондону да престане са снабдевањем четника после ужичког напада (видети Прва антипартизанска офанзива), али је Британија то наставила да чини.

### 1942. година
Дана 15. јануара 1942. бугарска 1. армија, са 3 пешадијске дивизије, прешла је у југоисточну Србију. Са седиштем у Нишу, заменила је њемачке дивизије потребне у Хрватској и Совјетском Савезу.Титови партизани су се у то време активније борили против Немаца. Тито и Михаиловић су имали награду од 100.000 рајхсмарака коју су Немци понудили за њихове главе. Док су „званично” остали смртни непријатељи Немаца и усташа, четници су били познати по тајним пословима са Италијанима. Друга непријатељска офанзива је била координисани напад Осовине изведен у јануару 1942. на партизанске снаге у источној Босни. Партизанске трупе су поново избегле опкољавање и биле принуђене да се повуку преко планине Игман код Сарајева.
Трећа непријатељска офанзива, офанзива против партизанских снага у источној Босни, Црној Гори, Санџаку и Херцеговини која се одиграла у пролеће 1942. Немци су је називали Операцијом ТРИО, која је поново завршена благовременим бекством партизана. Током љета су извели такозвани Партизански дуги марш на запад кроз Босну и Херцеговину, док је у исто вријеме Осовине водиле офанзиву на Козари у сјеверозападној Босни.
Партизани су водили све успешнију герилску кампању против окупатора Осовине и њихових локалних сарадника, укључујући четнике (које су такође сматрали колаборационистима). Уживали су у постепеном повећању успеха и подршке општег становништва, и успели су да контролишу велике делове југословенске територије. Народни комитети су организовани да делују као цивилне владе у деловима земље које су ослободили партизани. Понегде су успостављене чак и ограничене индустрије наоружања.
Да би прикупили обавештајне податке, агенти западних савезника су инфилтрирани и у партизане и у четнике. Обавештајни подаци прикупљени од стране веза са групама отпора били су пресудни за успех мисија снабдевања и били су примарни утицај на савезничку стратегију у Југославији. Потрага за обавештајним подацима на крају је резултирала падом четништва и њиховим помрачењем од стране Титових партизана. Године 1942, иако су залихе биле ограничене, подршка у симболима је послата подједнако свима. Новембра 1942. године партизански одреди су званично спојени у Народноослободилачку војску и Партизанске одреде Југославије (НОВ и ПОЈ).

### 1943. година
У првој половини 1943. две офанзиве Осовине биле су близу пораза партизана. Познати су по немачким кодним називима Фал Вајс (Случај Бело) и Фал Шварц (Случај Црнио), као Битка на Неретви и Битка на Сутјесци по рекама у областима на којима су вођени, или Четврта и Пета непријатељска офанзива, према некадашњој југословенској комунистичкој историографији.
Дана 7. јануара 1943. бугарска 1. армија је такође окупирала југозападну Србију. Дивљачке мере пацификације знатно су смањиле активност партизана. Бугарске пешадијске дивизије учествовале су у Петој антипартизанској офанзиви као блокада партизанског пута за бекство из Црне Горе у Србију и у Шестој антипартизанској офанзиви у источној Босни.
Преговори између Немаца и партизана почели су 11. марта 1943. године у Горњем Вакуфу у Босни. Титови кључни официри Владимир Велебит, Коча Поповић и Милован Ђилас изнели су три предлога, први о размени затвореника, други о примени међународног права о третману затвореника и трећи о политичким питањима. Делегација је изразила забринутост у вези са учешћем Италије у снабдевању четничке војске и изјавила да је Народноослободилачки покрет независан покрет, без помоћи Совјетског Савеза или Уједињеног Краљевства. Нешто касније Ђилас и Велебит су доведени у Загреб да наставе преговоре.
У Четвртој непријатељској офанзиви, такође познатој као Битка на Неретви или Случај Вајс, снаге Осовине су потиснуле партизанске трупе да се повуку из западне Босне у северну Херцеговину, што је кулминирало повлачењем партизана преко реке Неретве. То се дешавало од јануара до априла 1943. године. Пета непријатељска офанзива, позната и као Битка на Сутјесци или Случај Црни, одмах је услиједила након Четврте офанзиве и укључивала је потпуно опкољавање партизанских снага у југоисточној Босни и сјеверној Црној Гори у мају и јуну 1943. године.
Тог августа мог доласка [1943] на територији Југославије било је преко 30 непријатељских дивизија, као и велики број сателитских и полицијских формација усташа и домобрана (војне формације марионетске хрватске државе), немачког Зихерхајтсдинста, четника, Недићева милиција, Љотићева милиција и др. Партизански покрет је можда бројао до 150.000 бораца (можда пет одсто жена) у блиској и нераскидивој сарадњи са неколико милиона сељака, народа земље. Број партизана је могао брзо да расте.

#### Италијанска капитулација и савезничка подршка партизанима
Италијани су 8. септембра 1943. закључили примирје са савезницима, остављајући 17 дивизија на цедилу у Југославији. Сви команданти дивизија одбили су да се придруже Немцима. Две италијанске пешадијске дивизије придружиле су се црногорским партизанима као комплетне јединице, док се једна придружила албанским партизанима. Остале јединице су се предале Немцима како би се суочиле са затвором у Немачкој или погубљењем по кратком поступку. Други су се предали, оружје, муницију и опрему хрватским снагама или партизанима, једноставно се распали или су пешке преко Трста или бродом преко Јадрана стигли у Италију. Укинуто је италијанско намјесништво Далмације, а посједи земље су потом подијељени између Њемачке, која је успоставила своју Оперативну зону Јадранског приморја, и Независне Државе Хрватске, која је успоставила нови округ Сидрага-Равни Котари. Некадашње италијанске краљевине Албанија и Црна Гора стављене су под њемачку окупацију.
У овом тренутку партизани су успели да добију моралну, али и ограничену материјалну подршку западних савезника, који су до тада подржавали четничке снаге генерала Драже Михаиловића, али су се коначно уверили у њихову сарадњу многим мисијама за прикупљање обавештајних података упућеним обема. стране током рата. У септембру 1943. године, на Черчилов захтев, бригадни генерал Фицрој Маклин је падобраном пуштен у Титов штаб код Дрвара да служи као стална, формална веза са партизанима. Док су четници још увек били повремено снабдевани, партизани су добијали највећи део будуће подршке.
Када су савезници коначно признали АВНОЈ (Партизанско ратно веће у Југославији), крајем 1943. убрзо је уследило и званично признање Партизанске демократске Федеративне Југославије. Народноослободилачку војску Југославије признале су главне савезничке силе на Техеранској конференцији, када су Сједињене Државе пристале на став других савезника. Новопризната југословенска влада, на челу са премијером Јосипом Брозом Титом, била је заједничко тело формирано од чланова АВНОЈ-а и чланова бивше владе у егзилу у Лондону. Решавање фундаменталног питања, да ли ће нова држава остати монархија или ће бити република, одложено је до краја рата, као и статус краља Петра.
Након што су своју подршку пребацили на партизане, савезници су основали Балканско ратно ваздухопловство РАФ-а (према предлогу бригадног генерала Фицроја Маклина) са циљем да обезбеде повећано снабдевање и тактичку ваздушну подршку партизанским снагама маршала Тита.

### 1944. годинa
Јануара 1944. Титове снаге су безуспјешно напале Бања Луку. Али, док је Тито био приморан да се повуче, Михајловића и његове снаге западна штампа је такође приметила због неактивности.
Седма непријатељска офанзива била је последњи напад Осовине на западну Босну у пролеће 1944. године, који је укључивао операцију Роселспрунг (Витешки скок), неуспешан покушај да се лично елиминише Јосип Броз Тито и уништи руководство партизанског покрета.

#### Партизански раст до доминације
Савезнички авиони су посебно почели да гађају базе и авионе ЗНДХ (Зракопловство Независне Државе Хрватске) и Луфтвафеа по први пут као резултат Седме офанзиве, укључујући операцију Роселспрунг крајем маја 1944. До тада су авиони Осовине могли летети у унутрашњост скоро по вољи, све док су остали на малој надморској висини. Партизанске јединице на терену често су се жалиле на нападе непријатељских авиона, док су стотине савезничких авиона летеле изнад на већој висини. Ово се променило током Росселспрунга када су савезнички ловци-бомбардери први пут спустили ниску масу, успостављајући потпуну надмоћ у ваздуху. Сходно томе, и ЗНДХ и Луфтвафе су били принуђени да ограниче своје операције по ведром времену на рано јутро и касно поподне.
Југословенски партизански покрет је растао и постао највећа снага отпора у окупираној Европи, са 800.000 људи организованих у 4 теренске армије. На крају су партизани победили све своје противнике као званична војска новоосноване Демократске Федеративне Југославије (касније Социјалистичке Федеративне Републике Југославије).
Године 1944. македонска и српска команда ступају у контакт у јужној Србији и формирају заједничку команду, чиме су македонски партизани стављени под директну команду маршала Јосипа Броза Тита. Словеначки партизани су се такође спојили са Титовим снагама 1944. године.
Дана 16. јуна 1944. на острву Вису потписан је споразум Тито-Шубашић између партизана и југословенске владе у изгнанству краља Петра. Овај споразум је био покушај формирања нове југословенске владе у којој би били и комунисти и ројалисти. Позивао је на спајање Партизанског антифашистичког већа народног ослобођења Југославије (Антифашистичко В(иј)еће Народног Ослобођења Југославије, АВНОЈ) и Владе у егзилу. Споразум Тито-Шубашић је такође позвао све Словенце, Хрвате и Србе да се прикључе партизанима. Краљевска влада је признала партизане као редовну војску Југославије. Михајловић и многи четници одбили су да одговоре на позив. Четници су, међутим, хваљени јер су 1944. спасили 500 оборених савезничких пилота; Председник Сједињених Америчких Држава Хари Труман постхумно је одликовао Михаиловића Легијом заслуга за допринос победи Савезника.

#### Ослобођење Београда и источне Југославије
Истовремено, уз савезничку ваздушну подршку и помоћ Црвене армије, партизани су скренули пажњу на Централну Србију. Главни циљ је био да се поремете железничке комуникације у долинама Вардара и Мораве и спречи Немце да повуку својих 300.000+ снага из Грчке.
Савезничке ваздухопловне снаге послале су 1.973 авиона (углавном из 15. ваздухопловних снага САД) изнад Југославије, који су избацили преко 3.000 тона бомби. Дана 17. августа 1944. маршал Јосип Броз Тито понудио је амнестију свим колаборационистима. Краљ Петар је 12. септембра емитовао поруку из Лондона, позивајући све Србе, Хрвате и Словенце да се „придруже Народноослободилачкој армији под вођством маршала Тита“. Порука је наводно имала разорни ефекат на морал четника, од којих су многи касније пребегли у партизане. Пратио их је знатан број бивших хрватских домобранских и словеначких домобранских трупа.
У септембру су под вођством нове бугарске просовјетске владе мобилисане четири бугарске армије, од укупно 455.000 војника. До краја септембра трупе Црвене армије (3. украјински фронт) биле су концентрисане на бугарско-југословенској граници. Почетком октобра 1944. три бугарске армије, од око 340.000 људи, заједно са Црвеном армијом, поново су ушле у окупирану Југославију и кренуле из Софије у Ниш, Скопље и Приштину да блокирају немачке снаге које се повлаче из Грчке. Црвена армија је организовала Београдску офанзиву и заузела град 20. октобра. Почетком зиме, партизани су ефективно контролисали читаву источну половину Југославије — Србију, Македонију, Црну Гору — као и већи део далматинске обале. Вермахт и снаге Независне Државе Хрватске под контролом усташа утврдиле су фронт у Срему који се одржао током зиме 1944–45. како би помогли евакуацију немачке групе армија Е са Балкана. Да би се повећао број партизанских трупа, Тито је поново понудио амнестију 21. новембра 1944. У новембру 1944. јединице усташке милиције и хрватског домобранства су реорганизоване и уједињене у Војску НДХ.

### 1945. година
Немци су наставили са повлачењем. Изгубивши лакши пут за повлачење кроз Србију, борили су се за задржавање Сирмског фронта како би обезбедили тежи пролаз кроз Косово, Санџак и Босну. Чак су постигли низ привремених успеха против Народноослободилачке војске. Мостар су напустили 12. фебруара 1945. Из Сарајева су напустили тек 15. априла. Сарајево је заузело стратешку позицију у последњем тренутку као једина преостала рута за повлачење и држано је уз значајне трошкове. Почетком марта Немци су померили трупе из јужне Босне да подрже неуспешну контраофанзиву у Мађарској, што је омогућило НОВ да постигне неке успехе нападом на ослабљене позиције Немаца. Иако ојачани савезничком помоћи, сигурним позадином и масовном регрутацијом у областима под њиховом контролом, некадашњим партизанима је било тешко да пређу на конвенционално ратовање, посебно на отвореном простору западно од Београда, где су се Немци држали до средине априла, упркос свим сировим и необученим регрутима, НОВ је бацила у крвави рат на исцрпљивање против Сирмског фронта.
У Београду је 8. марта 1945. формирана коалициона југословенска влада са Титом као премијером и Иваном Шубашићем као министром иностраних послова.

## Демографски губици
Укупни демографски губици свих националности на подручју Југославије се процјењују од 2.000.000 (два милиона) до 3.250.000 (три милиона и двјесто педесет хиљада) људи.
По процјенама разних историчара, они прецизније износе:
- Долфе Вогелник, 3.250.000 (три милиона и двјесто педесет хиљада)
- Драгољуб Тасић, 2.428.000 (два милиона и четири стотине двадесет и осам хиљада)
- Владимир Стипетић, 2.200.000 (два милиона и двјесто хиљада)
- Владимир Жерјавић, 2.081.000 (два милиона и осамдесет и једна хиљада)
- Иво Лах, 2.073.000 (два милиона и седамдесет и три хиљаде)
- Младен Фригановић, 2.042.000 (два милиона и четрдесет и двије хиљаде)
- Богољуб Кочовић, 1.985.000 (милион и девет стотина осамдесет и пет хиљада)

## Број жртава
Број жртава рата (људи свих националности, убијени или умрли као посљедица рата) на простору читаве Југославије, износи од 947.000 до 1.800.000, по процјенама разних историчара:
- Долфе Вогелник, 1.814.000 (један милион и осам стотина и четрнаест хиљада)
- Владимир Стипетић, 1.700.000 (милион и седам стотина хиљада)
- Пол Мејер и Артур Кембел, 1.067.000 (милион и шездесет и седам хиљада)
- Владимир Жерјавић, 1.027.000, (947.000 у земљи, 80.000 ван земље)
- Богољуб Кочовић, 1.014.000 (милион и четрнаест хиљада)

Савезни завод за статистику у Београду је објавио податак страдалих у Југославији од 6. априла 1941. године до 15. маја 1945. године са укупним бројем од 657.101 лица од тога: Срба 392.775, Хрвата 80.980, Јевреја 52.511, Словенаца 41.353, Муслимана 34.698, Црногораца 18.343, Рома 10.924, Македонаца 6.718, Албанаца 3.257, Мађара 2.304, Словака 1.082, Турака 685 и осталих националности 11.471.

## Окупација Југославије
Послије Априлског рата и окупације Југославије 1941. Краљевина Југославија је подијељена у неколико окупационих зона.
- Нацистичка Немачка је окупирала Словенију и Банат,
- Хортијева Мађарска је окупирала Бачку, Барању, Међимурје и Прекомурје,
- Фашистичка Италија је окупирала Црну Гору, Космет и западну Македонију,
- Бугарска је окупирала већи дио Македоније и источну Србију,
- Остатак Србије је сведен на њемачко окупационо подручје.
- Усташка Независна Држава Хрватска је основана на територији данашње Хрватске, Босне и Херцеговине и Срема уз њемачку и италијанску помоћ и наоружање.

## Геноцид над Србима у Независној Држави Хрватској (НДХ)
Геноцид над Србима представља систематски прогон и истребљење Срба од стране фашистичког усташког режима у Независној Држава Хрватској, марионетској држави Нацистичке Њемачке, у периоду између 1941. и 1945. године. Геноцид је спровођен кроз брутална погубљења у логорима смрти, масовна убиства, депортације, етничка чишћења и присилна преобраћања. Истребљења су спровођења упоредо са Холокаустом у НДХ, вођена расном нацистичком теоријом и великохрватском идеологијом.
Намјера и чин су били да се побије и покрсти преко 30.000 српске дјеце и по цијену да хипотека овог злочина остане у наслијеђе и невиним Хрватима. Јастребарско је, поред логора за дјецу у Сиску и Лоборграду један од синонима најужаснијег цивилизацијског чина.
Јастребарско, логор за српску децу у Независној Држави Хрватској, био је у Другом светском рату једини концентрациони логор (затвор, тамница, стратиште) у свету специјализован за смештај и погром деце. Патент хрватског национализма, непознат и немачким фашистима, јединствен у историји цивилизације, којим је, недвосмислено, вршен геноцид над Србима.

### Ток
Само две недеље након проглашења НДХ, 25. априла 1941. Павелић је забранио употребу ћирилице и издао наредбу о ношењу плаве траке са словом П („Р”) за православне. Јевреји су носили жуту траку. Србима и Јеврејима забрањено је да се возе трамвајима.
Након сусрета Павелића са Адолфом Хитлером, влада НДХ је усвојила расне законе 22. јула 1941. године.
Дана 2. јуна 1941. затворене су све православне школе.
Дана 4. јуна 1941. у Загребу је одржана конференција усташких и немачких представника са темом исељења Словенаца из Рајха у Хрватску и Србију, и Срба из Хрватске у Србију. Требало је преселити 180.000 Словенаца и 205.000 Срба. Прогнаници су смели понети по 50 kg пртљага и 500 динара готовог новца. Протокол је извршен тако што је 7.174 Словенца и 11.235 Срба пребачено у Србију под наведеним условима. Још око 200.000 Срба пребегло је илегално у Србију.
Дана 25. јуна укинут је патријаршијски прирез од 10 %, који су плаћали православни.
Дана 18. јула забрањен је назив „српска православна вјера“ а уведен „грко-источна вјера“.
Дана 20. септембра конфискована је имовина Карловачке митрополије.
Миле Будак, Павелићев министар и доглавник, изјављује у јулу 1941. у Госпићу: „Један дио Срба ћемо побити, други раселити, а остале превести на католичку вјеру и тако претопити у Хрвате.”
Милован Жанић, министар у усташкој влади, 3. јуна 1941. у Новој Градишци изјављује: „Ово има бити земља Хрвата и никога другога и нема те методе коју ми нећемо као усташе употребити, да начинимо ову земљу збиља хрватском, и да је очистимо од Срба, који би нас угрозили првом згодом. Ми то не тајимо, то је политика ове државе и то кад извршимо, извршит ћемо оно, што пише у усташким начелима.”
Мирко Пук, усташки министар правосуђа и богоштовља у Крижевцима 6. јула 1941. поручује Србима: „Или се уклоните из наше земље милом или ћемо вас истјерати силом.”
Усташки стожерник Виктор Гутић ће у мају 1941. у свом говору у Санском Мосту рећи: „Нема више српске војске! Нема више Србије! Нема геџа, наших крвопија, нестало је циганске династије Карађорђевића, а и код нас — ускоро — друмови ће пожељет Србаља, ал’ Србаља више бити неће. Издао сам драстичне наредбе за њихово потпуно економско уништење, а слиједе нове за потпуно истребљивање. Не будите слаби ни спрам једнога. Држите увијек на уму да су то били наши гробари и уништавајте их гдје стигнете, а благослов нашег поглавника и мој вам неће узмањкати.”
Под својим вођом Антом Павелићем, хрватске усташе су почеле са прогоном и убијањима Срба, Јевреја и Рома.

#### Људске очи за Павелића
Људске очи за Анту Павелића један је од страшних злочина усташке НДХ у Другом светском рату.
Први је то поменуо у књизи Капут (Kaputt) писац и ратни извештач са источног фронта Курцио Малапарте.
Док је Поглавник говорио, примјетио сам на столу котарицу од врбовог прућа. Поклопац је био подигнут и видело се да је дупле пуна плодова са мора… некаквих острига,… онаквих какве се могу видети у посудама у излозима Дортним&Мајсон, на Пикадилију у Лондону… - То су остриге из Далмације ? - упитао сам Поглавника. Анте Павелић подиже поклопац и показујући ми… ту љигаву, слузаву масу острига, реће, смешећи се: - То је поклон мојих верних усташа ! Овде има двадесет килограма људских очију…
Мало касније (1945.) је слично записао и словеначки писац и партизан Витомил Зупан, који је код Огулина 1945. водио партизанску засједу према усташама. Након успешне засједе код једне убијене усташе нашли су велику кесу, у њој је било 300-400 парова људских очију. У посебној кесици биле су издвојене и плаве очи. На кеси је било написано Плаве девојачке очи за Анту Павелића.

#### Број страдалих
Процјене о броју убијених Срба у Другом свјетском рату се крећу од 900.000 (девет стотина хиљада) до 1.200.000 (милион и двјесто хиљада). Од тог броја су усташе у Босни и Херцеговини и Хрватској убили од 330.000 (три стотине тридесет хиљада) до 390.000 (три стотине деведесет хиљада) Срба у концентрационим логорима, по подацима Америчког музеја холокауста. По процјенама њемачких окупатора, официра и дипломата, убијено је до два пута више Срба, односно 600.000 (шест стотина хиљада) – 800.000 (осам стотина хиљада)
На примјер Хитлеров изасланик Херман Нојбахер је писао: „Када главни усташе тврде да су убили један милион православних Срба (укључујући бебе, дјецу, жене и старце), то је по мом мишљењу претјеривање. На бази докумената које сам ја добио, процјењујем да је убијено 750.000 (седам стотитина педесет хиљада) незаштићених људи.“
Познатији концентрациони логори и стратишта у „НДХ“ су били:
- Комплекс логора Јасеновац,
- Логор Стара Градишка - дио комплекса логора Јасеновац (Камп V Стара Градишка),
- Комплекс концентрационих логора Госпић – Јадовно - Паг,
- Логор Јадовно на планини Велебит,
- Логор Слана на острву Паг,
- Концентрациони логор Ступачиново,
- Концентрациони логор Максимовића штале,
- Концентрациони логор-сабиралиште на жељезничкој станици Госпић,
- Концентрациони логор Метајна на острву Паг, логор за жене и дјецу
- Крашке јаме Велебита – мјеста за ликвидацију заточеника,
- Логор Ђаково,
- Логор Даница у селу Дрње поред Копривнице,
- Логор Јастребарско поред Јастребарског, концентрациони логор за дјецу,
- Логор Лоборград,
- Логор Горња Ријека,
- Логор Тења,
- Логор Сисак,
- Логор Керестинец,
- Логор Крушчица,
- Логор Лепоглава,
- Логор Цапраг.

Неутврђен број Срба је побијен ван концентрационих логора, на разним губилиштима, и бачен у јаме, ријеке и друге локације. Сабирање само жртава из концентрационих логора стога не даје прави број убијених људи.
Наведене изјаве и прописи усташких властодржаца ревносно су спровођене у живот. По угледу на нацистичка искуства, одмах по проглашењу НДХ формирана је Усташка надзорна служба (УНС), од марта 1943. позната као РАВСИГУР (Главно равнатељство за јавни ред и сигурност), под чијом управом је био читав низ концентрационих логора:
- Логор Даница је први усташки логор, формиран већ 29. априла 1941. године, кроз који је прошло преко 5.000 логораша.
- Логор Керестинец. Радио само у 1941. У њему су били углавном политички затвореници. Готово сви су побијени.
- Логор на острву Паг. За непуна три месеца постојања (25. јун 1941 – крај августа 1941) кроз логор је прошло око 16.000 затвореника. Највећи број је побијен (само у Јадовно на погубљење послано је 3.000 Срба), а мањи део упућен у Јасеновац.
- Логор Крушчица. Формиран крајем августа, ликвидиран крајем септембра 1941. Од око 3.000 (три хиљаде) логораша већина су били Јевреји. Преживели мушкарци послани у Јасеновац, а деца и жене у Лобоград.
- Логор Лепоглава. Основан још у Аустроугарској у 19. веку. У њему је побијено око 1.300 (хиљаду и три стотине) логораша.
- Логор Ђаково. У њему је ликвидирано више хиљада, углавном Јевреја, и то жена и деце.
- Логор Тења код Осијека. Формиран у јуну, ликвидиран у августу 1942. године. Око 3.000 (три хиљаде) логораша, заточених у том периоду, ликвидирано у Јасеновцу, Горњој Ријеци и Аушвицу.
- Логор у Сиску (3. август 1942. – јануар 1945). Одавде су заточеници одвођени у логоре Јасеновац и Стара Градишка, или на рад у Немачку. Дечји логор у Новом Сиску, у основној школи, ликвидиран је у јануару 1943. За четири месеца постојања кроз њега је прошло 6.693 (шест хиљада и шесто деведесет и три) детета, од којих је умрло 1.637 (хиљаду шест стотина тридесет и седморо). Готово сва деца су испод Козаре.
- Логор Јастребарско радио је два месеца. Око 1.300 (хиљаду и три стотине) логораша пребачено је у Јасеновац. Али кроз дечји логор Јастребарско, у периоду 12. јул 1942 – 26. август 1942. прошло је 3.336 деце, од тога више од 2.000 (двије хиљаде) са Козаре. Логор је био под управом часних сестара конгрегације св. Винка Паулског. За непуних месец и по дана умрло је 768 (седам стотитина шездесет и осморо) деце (по изјави гробара Фрање Иловара, који је био плаћен по комаду).
- Логор Цапраг код Сиска. Служио је као сабирни логор, углавном за свештенике СПЦ, а касније за све Србе, који су депортовани у Србију. Након престанка депортација, логор је ликвидиран.
- Логори Лобоpград и Горња Ријека у Хрватском Загорју. Служили су углавном као транзитни за Аушвиц, Јасеновац и Стару Градишку.
- Логор Госпић. Формиран у јуну 1941. Дневни капацитет логора био је до 3.000 (три хиљаде) логораша. С обзиром на велики прилив нових логораша, свакодневно је на стратиште Јадовно на Велебиту одвођено 200 (двије стотине) – 400 (четири стотине) логораша и убијано.
- Логор Јасеновац. Формиран у августу 1941. Ликвидиран априла 1945. По свирепости, садизму, бестијалности највишег степена нема му равна у историји. Број жртава никада није тачно утврђен. Логорска архива је два пута уништавана (почетком 1943. и априла 1945). Земаљска комисија Хрватске констатовала је у извештају Међународном војном суду у Нирнбергу, да је број жртава 500.000 (пет стотина хиљада) – 600.000 (шест стотина хиљада). Најчешће се помиње бројка око 700.000 (седам стотина хиљада).О зверствима усташа постоји изузетно обимна документација. Највећи број жртава логора су били Срби, а међу жртвама су били и Јевреји, Роми, као и неподобни Хрвати (комунисти и ХСС-овци).
- Дописница Анке Панић својој деци, из логора Стара ГрадишкаЛогор Стара Градишка — „Јасеновачки логор V". Број побијених логораша никада није утврђен. О бестијалности усташа говоре чињенице: у стратишту Кула смрти било је уређено специјално мучилиште. У ћелијама за клање урађени су посебни одводи крви покланих. У лето 1942. угушено је гасом око 600 деце. За католички Божић 1942. поклано је око 600 (шест стотина) жена, итд.

Усташе су смишљале веома окрутне начине убијања, тако да су се користили ножеви, маљеви, а чак је смишљено и ново оружје звано Србосјек за брзо клање Срба.
Осим логора смрти, усташе су вршиле масовне покоље на лицу места, по селима, одводећи похватане Србе до јама, бунара, бездана или река, клали их, убијали маљевима, стрељали или живе бацали у масовне гробнице.
Један од највећих усташких злочина је Гаравички геноцид над Србима и Јеврејима бихаћког среза. У јулу 1941. године усташе су побиле 12.000 (дванаест хиљада) Срба из града Бихаћа и околине. Срби су бацани у јаме на Гаравицама, у оближње реке или су клани по својим кућама и њивама.

## Геноцид над Србима у окупираној Србији

### Крагујевац
У периоду од 18. до 21. октобра 1941. године, немачки војници и припадници Српске добровољачке команде окупили су мушкарце и дечаке из околине Крагујевца у Србији. Окупљени су сви мушкарци из града између шеснаест и шездесет година, укључујући средњошколце, а међу њима је одабрано и стрељано 2.778 жртава. Фелдмаршал Вилхелм Кајтел је 16. септембра 1941. издао наређење које се односило на целу окупирану Европу, да се убије 50 комуниста на сваког рањеног немачког војника и 100 на сваког погинулог немачког војника.
Немачке војнике напали су почетком октобра комунистички партизани и четници под командом Драже Михајловића код Горњег Милановца, а масакр је био директна одмазда за немачке губитке у тој бици. Осим тога, немачка Врховна команда је била бесна јер су тела немачких војника наводно била унакажена од стране герилаца, па је одлучено да казна мора бити посебно оштра. У немачком извештају се наводи да: „Погубљења у Крагујевцу су се десила иако у овом граду није било напада на припаднике Вермахта, из разлога што на другим местима није било довољно талаца.

### Војводина
За четири године окупације, силе Осовине починиле су бројне ратне злочине против цивилног становништва у Војводини где је убијено око 50.000 људи, а око 280.000 ухапшено, злостављано или мучено у Новосадској рацији. Жртве су углавном били Срби, али и Јевреји и Роми.

#### Рација 1942.
Најзначајнији ратни злочин током окупације било је масовно убиство цивила, углавном српске и јеврејске националности, које су извршиле мађарске трупе Осовине у јануару 1942. године у нападу на јужну Бачку. Укупан број убијених цивила у рацији био је 3.808. Локације које су биле погођене рацијом су Нови Сад, Бечеј, Вилово, Гардиновци, Госпођинци, Ђурђево, Жабаљ, Лок, Мошорин, Србобран, Темерин, Тител, Чуруг и Шајкаш.

#### Укупан број жртава
Према речима историчара Драгољуба Живковића, у Војводини је током окупације Осовине страдало око 55.000 цивила.
Према подацима демографа Слободана Ћурчића, укупан број побијених од стране окупатора између 1941. и 1944. године у целој Војводини износио је 55.285, укључујући:
- 18.193 особе које су директно убијене
- 19.004 људи који су послани у концентрационе логоре и тамо убијени
- 4.168 људи који су послани на принудни рад и тамо убијени
- 3.286 људи који су мобилисани и касније убијени
- 10.634 погинулих припадника покрета отпора

### Косово
Након окупације Југославије у пролеће 1941. године, Фашистичка Италија је ставила читаву област Метохије, већи дио Косова, западни дио Македоније и мање делове Црне Горе под управу квислиншке албанске владе. Укључивање Косова у геополитички албански ентитет праћено је опсежним прогоном неалбанаца (углавном Срба) од стране албанских фашиста. Већину ратних злочина починили су 21. брдска дивизија Вафен СС Скендербег (1. албанска) и Бали Комбетар.
Мустафа Круја, премијер Албаније је био на Косову у јуну 1942, и на састанку са вођама Албанаца на Космету је изјавио: „Све староседеоце Србе огласити колонистима и као такве преко албанских и италијанских власти послати у концентрационе логоре у Албанији. Насељенике Србе треба убијати”.
У априлу 1943. Рајхсфирер-СС Хајнрих Химлер је створио 21. СС дивизију коју су чинили албански и косовски албански добровољци. Од августа 1944. године, дивизија је учествовала у операцијама против југословенских партизана и масакрирању локалног српског становништва. СС-бригадефирер Август Шмитубер, један од команданата дивизије, заробљен је 1945. године и предат у руке. југословенске власти. Судио му је у фебруару 1947. године Југословенски војни суд у Београду, под оптужбом да је учествовао у масакрима, депортацијама и зверствима над цивилима. Трибунал га је осудио на смрт вешањем. Погубљен је 27. фебруара 1947. године.
Све у свему, процењује се да је око 40.000 до 60.000 Срба убијено, а још 200.000 протерано са Косова у масовном егзодусу током Другог светског рата.
Срби су убијани и мучени на најстрашније начине, већ од априла 1941. године. Имовина је покрадена, куће спаљене, а власт ФНРЈ је 1945. донијела одлику којом се забрањује повратак српских прогнаника на Косово и Метохију, охрабрујући тиме даљи геноцид.
„Косовци су 850.000 Албанаца, јаких телом, чврстих духа и одушевљених идејом Заједнице са својом Отаџбином. Очигледно, Срби их се плаше. Данас се мора… хлороформисати Југословене. Али касније један мора усвојити политику од дубоког интереса на Косову. Ово ће помоћи да се на Балкану одржи иредентистички проблем који ће поларизирати пажњу самих Албанаца и бити нож у леђа Југославији.“— Галеацо Ћијано, тадашњи министар иностраних послова Италије, и зет Бенита Мусолинија, говорећи о албанским претензијама на Косово као вредним за циљеве Италије,

## Концентрациони логори у Србији
Познатији концентрациони логори и губилишта у Србији су била:
- Логор на Бањици, Београд
- Логор Јајинци, близу Београда
- Логор Сајмиште (Semlin Judenlager), Земун
- Топовске шупе (Београд)
- Логор Сремска Митровица
- Логор Шабац
- Засавица (близу Шапца)
- Логор Црвени крст
- Бубањ (близу Ниша)
- Борски рудници бакра
- Јабука
- Ледине
- Драгинац

Многи људи су поубијани и ван логора и губилишта, масовним стријељањима у циљу одмазде, у покретним гасним коморама и другдје.